# Reinsberg, Áo
Reinsberg là một đô thị thuộc huyện Scheibbs trong bang Niederösterreich, Áo.